# Гіза (губернаторство)
Гі́за (Ель-Гіза, араб. الجيزة) — губернаторство (мухафаза) в Арабській Республіці Єгипет. Адміністративний центр — місто Гіза.
Населення — 3 143 486 осіб (2006).

## Найбільші міста
| № | Місто | Населення, осіб (2006) |
| - | ----- | ---------------------- |
| 1 | Гіза  | 2 891 275              |